# Norman Spinrad
Norman Richard Spinrad (New York, 15 settembre 1940) è un autore di fantascienza statunitense.

## Biografia
Spinrad, nato a New York nel 1940, ha conseguito un titolo di Bachelor of Science presso il City College of New York.
Successivamente ha viaggiato molto per gli Stati Uniti, il Messico e l'Europa, vivendo a Los Angeles, San Francisco e Londra. Da alcuni anni risiede a Parigi.
Nel 1990 si è sposato con la scrittrice N. Lee Wood da cui ha divorziato nel 2005 senza avere figli.
Ha pubblicato la sua prima storia breve nel 1963 diventando uno scrittore a tempo pieno a partire dal 1966. Oltre all'attività di romanziere ha anche scritto sceneggiature per la televisione americana tra cui un episodio delle serie classica di Star Trek.
È stato in passato presidente della Science Fiction and Fantasy Writers of America (SFWA).
Il suo romanzo Il signore della svastica (The Iron Dream, 1972) fu per anni bandito in Germania perché presentato come opera di un Adolf Hitler ucronico che, anziché darsi alla politica, emigra negli anni '20 negli Stati Uniti dove trova lavoro prima come illustratore di copertine di pulp magazine poi come scrittore di fantascienza. Fantasia sadica e razzista travestita da science fiction, il romanzo riscosse un enorme successo. Ovviamente Spinrad voleva denunciare le pulsioni autoritarie e fascistoidi tipiche della fantascienza degli inizi e, dopo otto anni, il bando censorio della Repubblica Federale Tedesca fu annullato. Anche un'altra sua opera, Jack Barron e l'eternità (Bug Jack Barron, 1969), irritò alcuni membri del Parlamento britannico.

## Opere

### Romanzi
- La civiltà dei solari (The Solarians, 1966), Milano, Editrice Nord, Cosmo Argento 1, ott 1970
- Agente del caos, (Agent of Chaos, 1967), Milano, Editrice Nord, Cosmo Argento 6, apr 1971
- Il pianeta Sangre (The Men in the Jungle, 1967), Milano, Editrice Nord, Cosmo Argento 24, giu 1973
- Jack Barron e l'eternità (Bug Jack Barron, 1969), Roma, Fanucci, Futuro. Biblioteca di Fantascienza 4, gen 1974; Urania Collezione 166, Arnoldo Mondadori Editore, Milano, 2016
- Il signore della svastica (The Iron Dream, 1972), Milano, Longanesi & C., La Ginestra 148, apr 1976; Roma, Fanucci, Solaria 17, 2005; Urania Collezione 172, Milano, Arnoldo Mondadori Editore, maggio 2017
- Passing through the Flame, 1975
- Riding the Torch, 1978
- Tra due fuochi (A World Between, 1979), Milano, Editrice Nord, SF Narrativa d'Anticipazione 29, apr 1982
- Songs from the Stars, 1980
- The Mind Game, 1980
- Astronavi nell'abisso o Capitan Abisso (The Void Captain's Tale, 1983), Milano, Arnoldo Mondadori Editore, Urania 1434, 10 mar 2002
- The Process, 1983
- Child of Fortune, 1985
- Little Heroes, 1987
- Children of Hamelin, 1991
- Russian Spring, 1991
- Deus X (Deus X, 1993), Milano, Editrice Nord, Cosmo Argento 243, ott 1993
- Vampire Junkies (1994)
- Ore 11: sequestro in diretta. Come occupare una TV e vivere felici (Pictures at 11, 1994), Roma, Fanucci, Estremi 3, gen 1997
- Journals of the Plague Years, 1995
- Condizione Venere (Greenhouse Summer, 1999), Milano, Arnoldo Mondadori Editore, Urania 1410, 25 mar 2001
- He Walked Among Us, 2003
- Il re druido (The Druid King, 2003), Roma, Fanucci, Il Libro d'Oro 145, ottobre 2004
- Mexica (2005)
- Osama the Gun (2011)
- The People's Police (2017)

### Raccolte
- Il continente perduto (The Last Hurrah of the Golden Horde, 1970). Roma, Fanucci Editore, Il Libro d'Oro della Fantascienza 8, mag 1985
- No Direction Home (1975)
- The Star-Spangled Future (1979)
- Other Americas (1988)
- Vamps (Vampire Junkies, 1994). Milano, Arnoldo Mondadori Editore, Urania 1376, 5 dic 1999

### Sceneggiature
- La macchina del giudizio universale (The Doomsday Machine), episodio di Star Trek
- Tag Team, episodio de La valle dei dinosauri (Land of the Lost)